# ام‌اس ماجستی آو د سیز
 در ۲۱ نوامبر سال ۲۰۱۴، رویال کارائیب اعلام کرد که این کشتی را به شرکت Pullmantur cruises (پولمانتورگشت) در سال ۲۰۱۶ با آخرین گشت خود در تاریخ ۲۹ آوریل همان سال انتقال می‌دهد. اما به ترس از طرفداران، در ۲۰۱۵ ژوئیه ۶ اعلام شد که به علت دریافت تقاضای زیاد و محبوبیت کشتی عظمت دریاها، این کشتی در ناوگان رویال کارائیب باقی می‌ماند و تعمیرات اساسی عظیم با هزینه میلیونها دلار را قبل از نقل مکان به بندر کاناورال در تابستان ۲۰۱۶ دریافت کرد.

## تصاویر

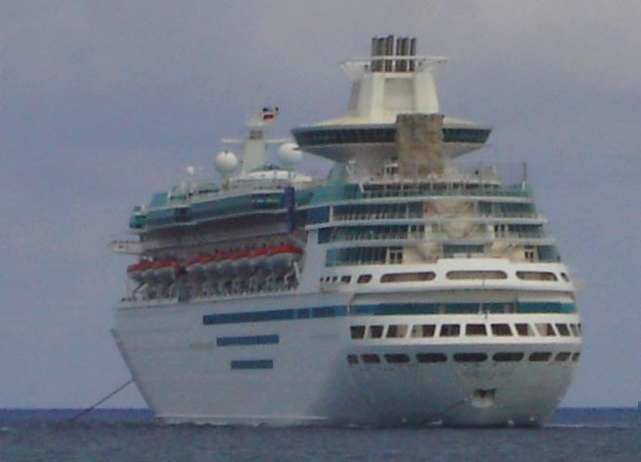
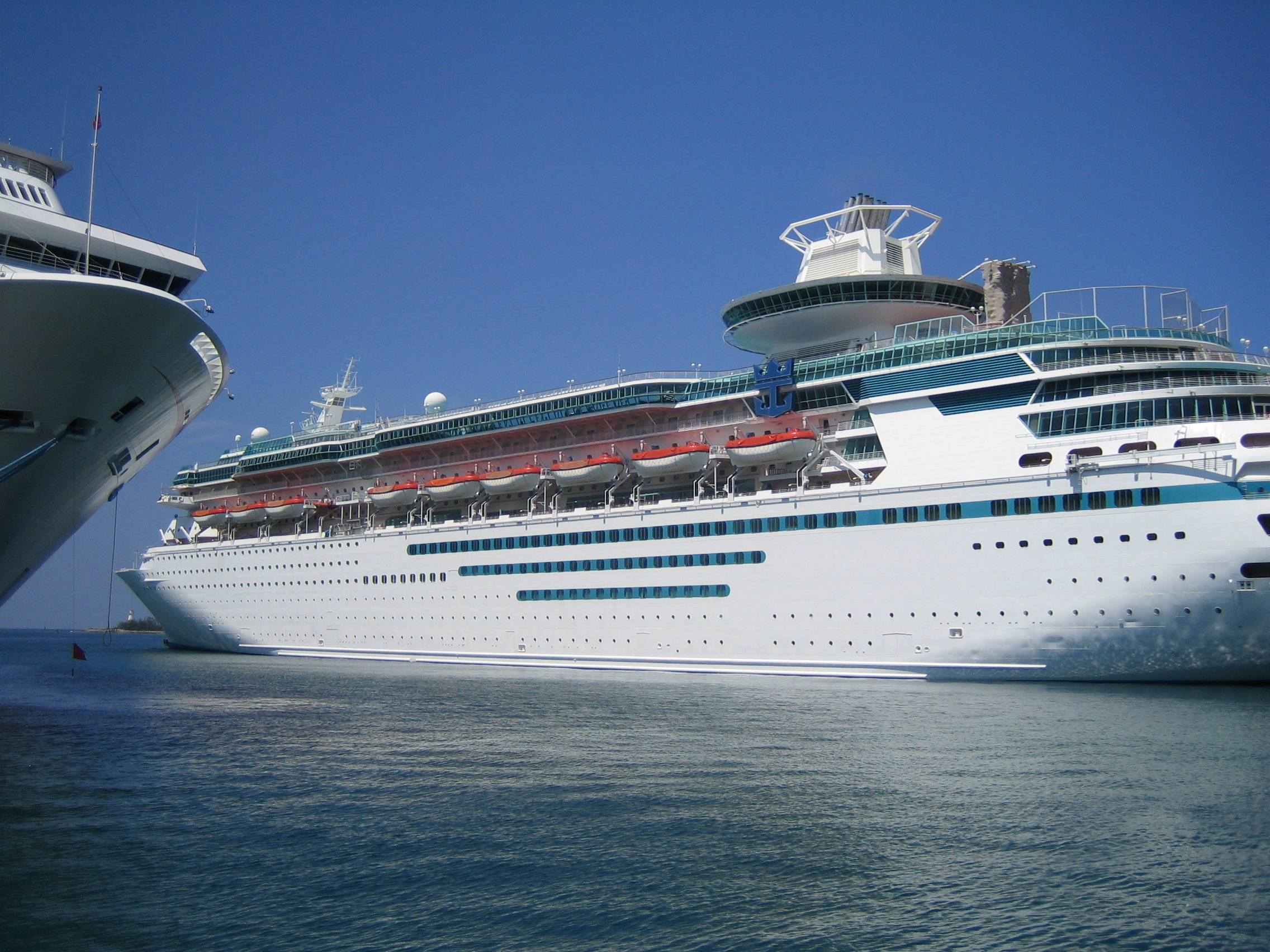
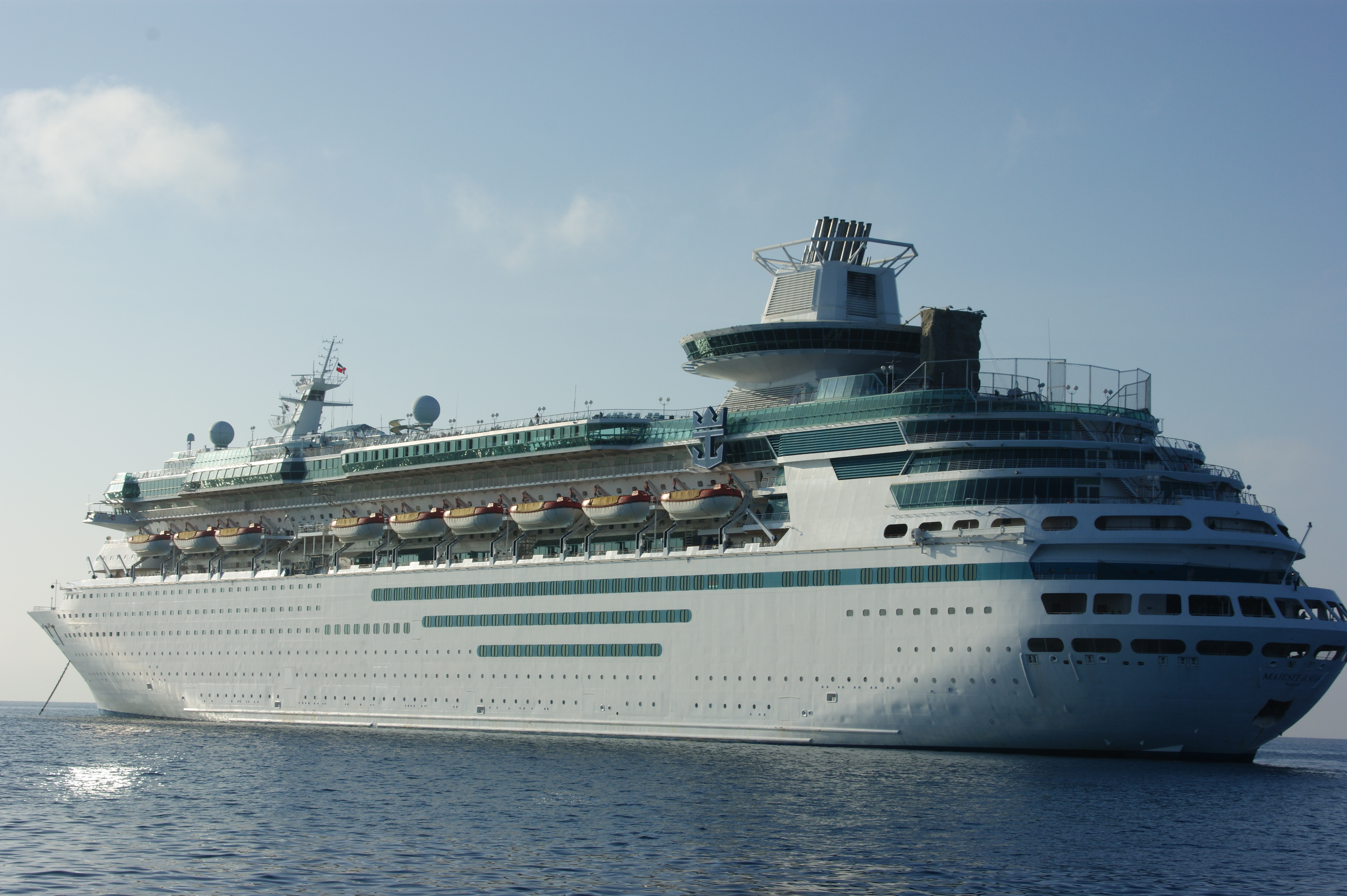
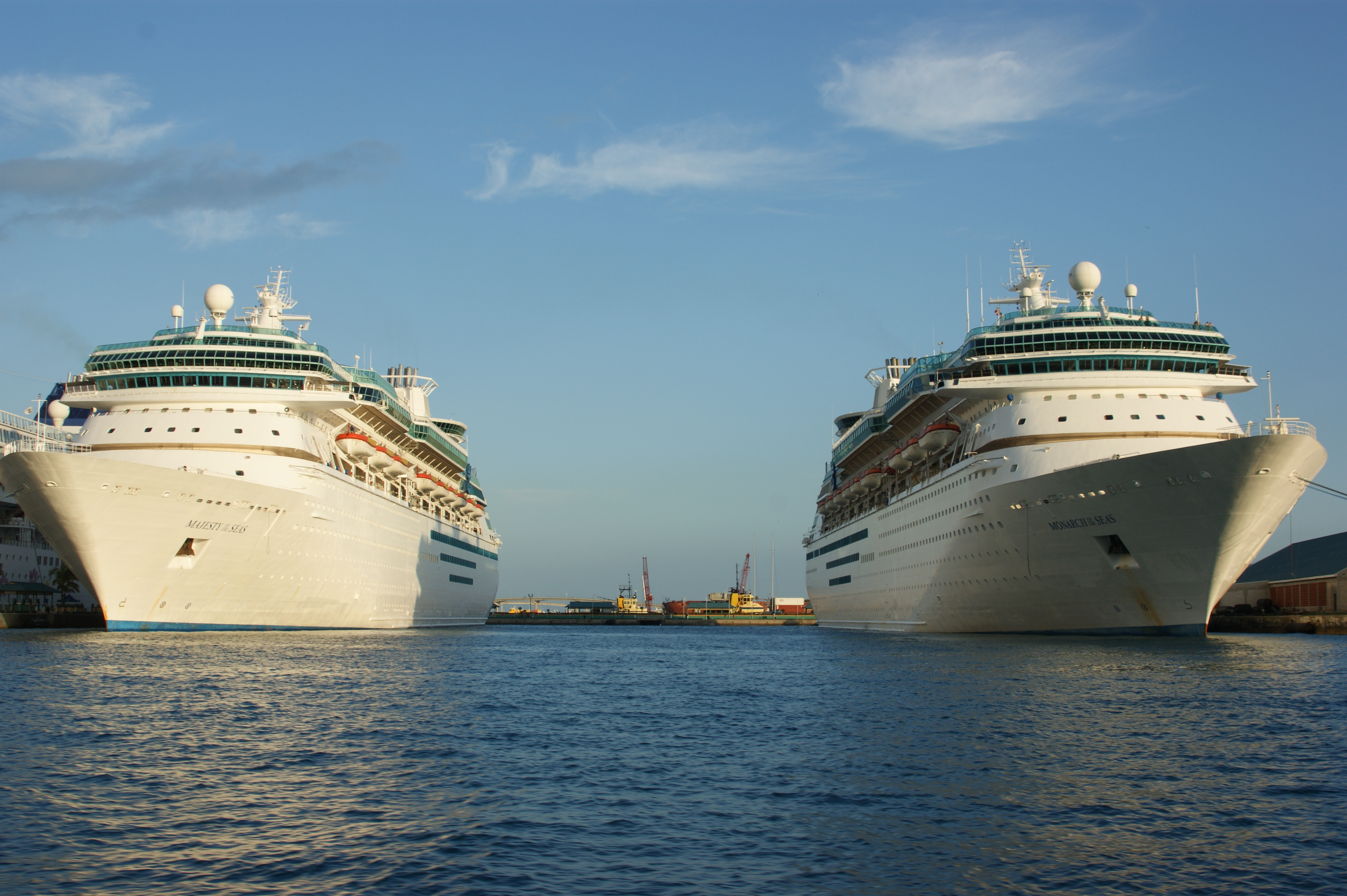

- پرونده:RCCLTender.jpg